# Vauxhall (Alberta)
Vauxhall es un pueblo canadiense situado en la provincia de Alberta.

## Superficie
Vauxhall tiene una superficie de 2,71 km².

## Demografía
En 2021, tenía 1286 habitantes, una densidad poblacional de 474,7 hab./km², y 457 viviendas.